# Katherine Glessner
Katherine Glessner (11 de marzo de 1986) es una deportista estadounidense que compitió en remo. Ganó dos medallas de oro en el Campeonato Mundial de Remo, en los años 2009 y 2010, ambas en la prueba de ocho con timonel.

## Palmarés internacional
| Campeonato Mundial | Campeonato Mundial        | Campeonato Mundial | Campeonato Mundial |
| Año                | Lugar                     | Medalla            | Prueba             |
| ------------------ | ------------------------- | ------------------ | ------------------ |
| 2009               | Poznań (Polonia)          | Medalla de oro     | Ocho con timonel   |
| 2010               | Cambridge (Nueva Zelanda) | Medalla de oro     | Ocho con timonel   |